# Karl X Gustavs andra danska krig
Karl X Gustavs andra danska krig (1658–1660) var det krig som utspelade sig kort efter Karl X Gustavs första danska krig (1657–1658) mellan Danmark-Norge och Sverige, där Danmark stöddes av Nederländerna och Polen. Kriget följde tätt på freden i Roskilde, men spänningarna kvarstod när Sverige anklagade Danmark för att förhala vissa villkor i fredsavtalet. Sveriges kung Karl X Gustav utnyttjade detta som förevändning för ett nytt anfall mot Danmark, med det huvudsakliga målet att krossa Danmark som självständig stat och erövra Köpenhamn. Detta skulle säkra Sveriges dominans i Östersjöområdet och möjliggöra framtida krig i Europa utan dansk inblandning.
Svenskarna belägrade Köpenhamn för att svälta ut staden till underkastelse, men detta misslyckades när Nederländerna anslöt sig på Danmarks sida och bröt den svenska flottblockaden i Öresund. Ett svenskt försök till att storma Köpenhamn misslyckades också. Snart gick även Brandenburg, Polen och Österrike in i kriget mot Sverige. Karl X Gustav avled i februari 1660, vilket banade väg för fredsförhandlingar. I freden i Köpenhamn 1660 återlämnades Bornholm till Danmark och Trøndelag till Norge. Avtalet fastställde gränserna mellan Sverige, Danmark och Norge som har bestått än idag, och kriget avslutades utan ytterligare territoriella vinster för Sverige.

## Historik

### Bakgrund
Som en följd av svenskarnas stora seger mot Danmark i det första danska kriget, som avslutades genom tåget över Bält och freden i Roskilde 1658, tvingades Danmark-Norge avträda flera viktiga provinser till Sverige, inklusive Skåne, Halland, Blekinge, Bornholm, Bohuslän och Trøndelag. Sveriges kung Karl X Gustav var missnöjd med fredsavtalet. Han var fortfarande i krig mot Polen, Ryssland, Österrike och Brandenburg. Tanken var att han skulle fortsätta kriget i Tyskland. Fälttåget i Tyskland kom emellertid inte till stånd, och i stället vände sig Karl X Gustav i augusti 1658 plötsligt åter mot Danmark. Orsakerna är komplicerade. En var Danmarks motspänstighet vid de förhandlingar som förts för Roskildefredens komplettering. Förhandlingarna hade visat att Danmark inte lät binda sig vid Sverige så som Karl X Gustav avsett. Dessutom hade utsikterna för ett krig i Tyskland förmörkats. I juli 1658 blev Leopold av Österrike vald till kejsare, och Sveriges försök att samla tyska städer på sin sida hade föga framgång. De bundsförvanter som Karl Gustav hoppats på höll sig tillbaka. Oliver Cromwells syften var andra än hans, och vad som för Karl X Gustav var betänkligast, Mazarin eggade visserligen Sverige, men undvek själv alla bindande förpliktelser.
Militärt sett kunde den svenska – i huvudsak värvade – hären inte hållas sysslolös, och när ett företag i Tyskland syntes utsiktslöst återstod endast Danmark. Målet för det nya fälttåget blev att utplåna Danmark som en oberoende och självständig stat och ena Skandinavien under den svenska kronan. Med den svenska armén kvar på dansk mark fruktade han att Danmark skulle kunna falla Sverige "i ryggen" om han istället utökade kriget mot någon av Sveriges andra fiender. Målet var också att nå full svensk kontroll över Östersjön.

### Kriget
Kriget inleddes genom att Sverige hämtade ytterligare 6 000 man från Tyskland, utöver den svenska armé som fortfarande befann sig på Själland. Den nya krigsinsatsen inleddes utan krigsförklaring eller varning, efter att de nya trupperna landsatts vid Korsør och började marschera mot Köpenhamn. En svensk flotta ankrade på redden utanför Köpenhamn, i syfte att blockera transporter av förnödenheter in till staden.
Köpenhamnarna aktiverade sig dock i försvaret av sin stad, efter rykten om att Karl X Gustav lovat sina trupper fri plundring i tre dagars tid när staden väl erövrats. Staden försvarades av 3 000 soldater, vilket kompletterades av många tusen frivilliga ur stadsbefolkningen. Stadens befästningar och vallar förbättrades i olika steg. Sveriges kung avvaktade med att försöka storma staden i väntan på att fler svenska kanoner skulle kunna placeras ut. Detta gav staden tid, och utländskt stöd han samlas.
Det andra danska kriget stockade sig ännu hastigare än det polska kriget dessförinnan. Köpenhamns försvar och undsättning genom en nederländsk flotta i oktober 1658 blev den första vändpunkten, den misslyckade stormningen av staden i februari 1659 den andra. Den nederländska undsättningen bröt den svenska flottblockaden, medan den stormningen den 10 februari bland annat misslyckades genom att danskt spionage ledde till att svenska landstigningsbroar blev för korta. Stormningsförsöket ledde till cirka 1 000 döda och 2 000 tillfångatagna svenska soldater, medan endast ett 20-tal köpenhamnsbor förlorade livet.
Österrikare, polacker och brandenburgare gick till anfall, stängde in de svenska besättningarna i Preussen och Pommern och trängde upp i Jylland. England och Frankrike höll sig alltjämt tillbaka och drogs av Nederländerna in i en medlingspolitik; denna, konserterna i Haag maj–juli 1659, hade en udd riktad mot Sverige.
Karl Gustav hade åter missräknat sig på sin egen styrka, på motståndarens försvarskraft och på de europeiska makternas hållning till hans hänsynslösa svenska erövringspolitik. Karl Gustav höll sig kvar på de danska öarna, som därmed blev krigets huvudsäte, men hans ställning blev under 1659 allt svårare. Nederländska flottor spelade herrar i de danska farvattnen, i november 1659 tillintetgjordes vid Nyborg den svenska hären på Fyn av förenade österrikare, brandenburgare, polacker, danskar och nederländare, och den svenska huvudstyrkan på Själland smälte samman.
Planerna på Danmarks tillintetgörelse måste ges upp, liksom förut planerna på Polen. Karl Gustav erkände det, och han erbjöd fred åt både Danmark och Polen. Ännu hoppades han på att vinna något, och han avslog varje avträdelse även från erövringarna i Roskildefreden såvida inte ersättning gavs. Han räknade alltjämt med förändringar i makternas inbördes ställning, och han förberedde sig på nya ansträngningar. Sveriges ständer kallades till Göteborg för att åtaga sig dessa, och kungen mötte dem i januari 1660. Då insjuknade han plötsligt och dog efter några få dagar i lunginflammation, natten mellan 12 och 13 februari 1660.

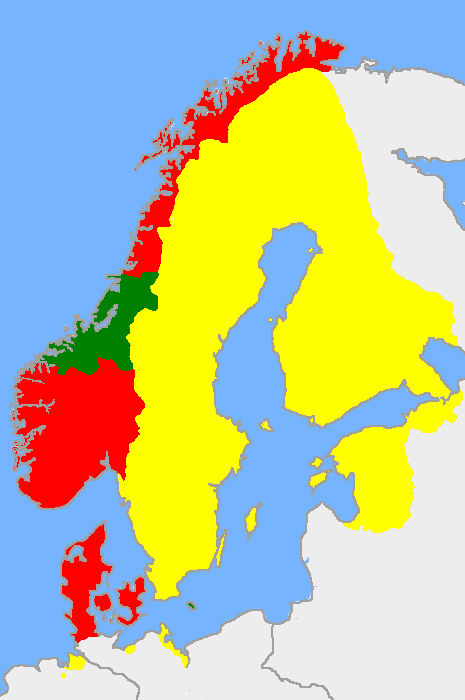
De gröna områdena är de som Sverige förlorar till Danmark i freden.

### Freden och efterföljd
I freden i Köpenhamn förlorade Sverige Trondheims län och Bornholm, men i gengäld erhöll man Ven. Som ersättning för Bornholm mottog den svenska kronan ett antal skånska adelsgods. Freden bekräftade i övrigt freden i Roskilde, men Sverige tvang godkänna stormakternas tillträde till Östersjön. Danmark hade även velat ha tillbaka Skåne, men detta motsatte sig England, Frankrike och Nederländerna som inte vill ha ett land med kontroll över båda sidor av Öresund.
En av de utländska diplomater vars medling ledde fram till freden var Algernon Sidney.
Karl X Gustavs danska krig medverkade till att enväldet infördes i Danmark 1660. Det politiska argumentet var att krigen ökade landets ekonomiska problem, vilket skulle kräva mer resoluta handlingar. Samtidigt inleddes en revanschistisk dansk utrikespolitik, där målet var att återerövra de förlorade Skånelandskapen.

## Händelser
- Bjelkefejden
- Erövringen av Kronborg
- Slaget i Öresund
- Belägringen av Köpenhamn
- Slaget vid Ebeltoftviken
- Slaget vid Nyborg
- Freden i Köpenhamn